# マルクス・アエミリウス・レピドゥス (紀元前232年の執政官)
マルクス・アエミリウス・レピドゥス（ラテン語: Marcus Aemilius Lepidus、- 紀元前216年）は紀元前3世紀中期から後期の共和政ローマの政務官。紀元前232年と紀元前221年に執政官（コンスル）を務めた。

## 出自
パトリキ（貴族）であるアエミリウス氏族の出身。古代の歴史家によるとアエミリウス氏族はローマで最も古い氏族の一つとされている。ローマのトリブス（選挙区）の一つには、アエミリウスの名がつけられている。アエミリウス氏族の祖先は、ピタゴラスまたは第二代ローマ王ヌマ・ポンピリウスとされている。またプルタルコスが引用している一説ではアイネイアースとラウィーニアの間の娘がアエミリアで、初代ローマ王ロームルスを生んだとしている（通説ではレア・シルウィアが母）。プルタルコスは、この氏族の人物の特徴として「優れた道徳心を持ち、また絶えることなく改善されていた」と述べている。
アエミリウス氏族のうち、レピドゥスのコグノーメン（第三名、家族名）を持つもので最初に執政官となったのは、紀元前285年のマルクス・アエミリウス・レピドゥスである。カピトリヌスのファスティによれば、紀元前232年の執政官レピドゥスの父も祖父も、プラエノーメン（第一名、個人名）はマルクスである。おそらく、紀元前285年の執政官はレピドゥスの父である。
レピドゥスには、マルクス、ルキウス、クィントゥスの3人の息子がいた。マルクスは法務官（プラエトル）に二度または三度就任したが、紀元前216年の執政官選挙には敗れている。他の二人は、レピドゥスの葬儀の際に名前が出てくるのみである。マルクスの息子は紀元前187年と紀元前175年の執政官で、元老院筆頭を務めたマルクス・アエミリウス・レピドゥスである。

## 経歴
現存する資料にレピドゥスが最初に登場するのは、紀元前232年の執政官就任時である。同僚のプレブス（平民）執政官はマルクス・プブリキウス・マッレオルスであった。両執政官はサルディニアでの軍事作戦を実施した。サルディニアは第一次ポエニ戦争の後にローマが占領していたが、そこの住民が反乱を起こしていた。レピドゥスとマッレオルスは勝利し多くの戦利品を得た。続いてコルシカに向かい、軍事作戦は成功したものの、戦利品を全て盗まれてしまった。ポリュビオスは、ガリアから半世紀前に獲得したピケヌム周辺（en、現リミニ南方）の土地を、同年に護民官ガイウス・フラミニウスが戦争で土地を失った人々に分配したとしている。
後年レピドゥスは補充執政官に就任している。しかし、カピトリヌスのファスティが欠落しており、紀元前221年、紀元前220年または紀元前219年の何れかであるが不明である。歴史学者のロバート・ブロートンは、紀元前221年と推定している。レピドゥスは紀元前216年末に死去したが、そのときには終身職である鳥占官（アウグル）を務めていた。彼の息子達が彼を弔う競技会を開催し、フォルム・ロマヌムでは22組の剣闘士が戦った。

## 参考資料

### 古代の資料
- プルタルコス『対比列伝』
- カピトリヌスのファスティ
- リウィウス『ローマ建国史』
- ゾナラス『歴史梗概』
- ポリュビオス『歴史』

### 研究書
- Tsirkin Yu.  "Lepidus's Revolt" // Ancient World and Archeology. - 2009. - No. 13 . - С. 225-241 .
- Broughton R. "Magistrates of the Roman Republic" - New York, 1951. - Vol. I. - P. 600.
- Klebs E. "Aemilius" // Paulys Realencyclopädie der classischen Altertumswissenschaft . - 1893. - Bd. I, 1. - Kol. 543-544.
- Klebs E. "Aemilius 60" // Paulys Realencyclopädie der classischen Altertumswissenschaft . - 1893. - Bd. I, 1. - Kol. 550.
- Klebs E. "Aemilius 66" // Paulys Realencyclopädie der classischen Altertumswissenschaft . - 1893. - Bd. I, 1. - Kol. 552.
- Klebs E. "Aemilius 67" // Paulys Realencyclopädie der classischen Altertumswissenschaft . - 1893. - Bd. I, 1. - Kol. 552.
- Klebs E. "Aemilius 77" // Paulys Realencyclopädie der classischen Altertumswissenschaft . - 1893. - Bd. I, 1. - Kol. 563.
- Sumner G. "Orators in Cicero's Brutus: prosopography and chronology" - Toronto: University of Toronto Press, 1973. - 197 p. - ISBN 9780802052810 .